# المداویر
ال-مداویر یک منطقهٔ مسکونی در یمن است که در استان صنعا واقع شده‌است.